# Instinto
Instinto est une série télévisée espagnole originale de Movistar Plus+. Elle est créée par Teresa Fernández-Valdés, Ramón Campos et Gema R. Neira et produite par Bambú Producciones. Il s'agit d'un thriller érotique avec Mario Casas dans le rôle de Marco Mur. La première saison a été diffusée en intégralité le 10 mai 2019.

## Synopsis
Marco (Mario Casas) est un jeune entrepreneur qui dirige l'une des entreprises technologiques les plus performantes sur la scène internationale, ALVA, qui lance actuellement son dernier prototype sur le marché : CICLÓN, une voiture électrique propulsée par des turbines qui transforment le vent en énergie. Il est accompagné de son ami et camarade d'études Diego (Jon Arias) et de sa femme Bárbara (Bruna Cusí), l'efficace directrice du marketing. L'équipe est rejointe par Eva (Silvia Alonso), une jeune ingénieure ambitieuse qui a beaucoup à cacher et qui va rompre l'équilibre professionnel et émotionnel entre les deux partenaires.
Malgré sa popularité, et contrairement à Diego, Marco n'est pas un homme qui se distingue par sa vie sociale. C'est un solitaire auquel personne ne peut accéder de manière intime, à l'exception de sa psychologue, Sara (Miryam Gallego), dont il est émotionnellement dépendant. Les fantômes de Marco sont infinis et, bien qu'il tente de les combattre, sa véritable échappatoire est le sport et un club privé. Dans ce dernier, chacun ne pense qu'à recevoir du plaisir et à donner libre cours à ses rêves les plus érotiques, sans craindre de tomber amoureux, puisque le visage de chacun y est caché.
Tout change lorsque Marco rencontre Carol (Ingrid García-Jonsson), la nouvelle psychopédagogue de son frère José (Óscar Casas), un jeune autiste de 18 ans avec lequel il entretient une relation complexe. C'est avec Carol qu'il entamera un voyage au cours duquel il découvrira qui est son pire ennemi : lui-même. À ses côtés, il apprendra qu'il n'est jamais trop tard pour aimer, même si cela implique de souffrir.

## Distribution

### 1ère saison

#### Acteurs principaux
- Mario Casas dans le rôle de Marco Mur Seco
- Ingrid García-Jonsson dans le rôle de Carolina "Carol" Majó
- Silvia Alonso dans le rôle de Eva Vergara
- Miryam Gallego dans le rôle de Sara Ortuño
- Jon Arias dane le rôle de Diego Bernal
- Bruna Cusí dans le rôle de Bárbara Robles
- Óscar Casas dans le rôle de José Mur Seco

Avec la collaboration spéciale de :
- Elvira Mínguez dans le rôle de la Dr. Villegas
- Lola Dueñas dans le rôle de Laura Mur Seco

#### Rôles secondaires
- Mariola Fuentes dans le rôle de Sonia (Épisodes 3-?)
- Belén Fabra dans le rôle de Patricia Cabrera Aguín (Épisodes 4-?)
- Juan Diego Botto dans le rôle de Pol Garrido (Épisodes 4-?)
- Alberto San Juan dans le rôle de Daniel (Épisodes 5-?)

#### Rôles épisodiques
- Alex Hafner dans le rôle de Brian (Épisode 2)
- Roger Coma dans le rôle de Nacho (Épisodes 1-2)
- Álex Gadea dans le rôle de Raúl Pascual (Épisodes 2-?)
- Sarah Perles dans le rôle de Nassira (2 épisodes)[4]

## Saisons et épisodes

### Première saison (10 mai 2019)
| N.° | Titre         | Réalisateur(trice) | Date de sortie |
| --- | ------------- | ------------------ | -------------- |
| 1   | « Épisode 1 » | Carlos Sedes       | 10 mai 2019    |
| 2   | « Épisode 2 » | Carlos Sedes       | 10 mai 2019    |
| 3   | « Épisode 3 » | Carlos Sedes       | 10 mai 2019    |
| 4   | « Épisode 4 » | Carlos Sedes       | 10 mai 2019    |
| 5   | « Épisode 5 » | Roger Gual         | 10 mai 2019    |
| 6   | « Épisode 6 » | Roger Gual         | 10 mai 2019    |
| 7   | « Épisode 7 » | Roger Gual         | 10 mai 2019    |
| 8   | « Épisode 8 » | Roger Gual         | 10 mai 2019    |